# Rudiano
Rudiano (Rüdià in dialetto bresciano) è un comune italiano di 5 922 abitanti nella provincia di Brescia in Lombardia.
Centro di pianura di antica origine, accanto alle tradizionali attività agricole ha sviluppato il tessuto industriale e il commercio. La comunità dei rudianesi, con un indice di vecchiaia inferiore alla media, risiede quasi tutta nel capoluogo comunale, che fa registrare una forte espansione edilizia. Il territorio, attraversato da più canali che, irrigando abbondantemente il terreno ne accrescono la produttività, presenta un profilo geometrico molto regolare e con minime differenze di altitudine, che imprimono all'abitato un andamento pianeggiante.

## Geografia fisica
Il Comune di Rudiano è situato nella parte centro-occidentale della provincia di Brescia e si estende lungo la sponda sinistra del fiume Oglio. Il territorio rudianese confina con i comuni di Urago d'Oglio, Chiari, Roccafranca, Pumenengo (BG) e Calcio (BG). 

### Clima
Il clima del comune di Rudiano è di tipo continentale, caratterizzato da una piovosità significativa durante tutto l'anno. La temperatura media annuale di Rudiano è 12,8 °C. Situato nella pianura padana, il comune presenta estati molto calde e afose. Le temperature, in tale periodo, possono superare i 30 °C e - insieme con l'elevata umidità dell'aria (che può raggiungere il 90%) - provocano il fenomeno dell'afa. L'inverno è caratterizzato da forti nebbie, che posso perdurare anche intere settimane.
Il 7 agosto 2019 il Comune di Rudiano è stato colpito da un violento downburst, che ha provocato ingenti danni naturali e ad abitazioni e imprese. 
| Rudiano             | Mesi | Mesi | Mesi | Mesi | Mesi | Mesi | Mesi | Mesi | Mesi | Mesi | Mesi | Mesi | Stagioni | Stagioni | Stagioni | Stagioni | Anno |
| Rudiano             | Gen  | Feb  | Mar  | Apr  | Mag  | Giu  | Lug  | Ago  | Set  | Ott  | Nov  | Dic  | Inv      | Pri      | Est      | Aut      | Anno |
| ------------------- | ---- | ---- | ---- | ---- | ---- | ---- | ---- | ---- | ---- | ---- | ---- | ---- | -------- | -------- | -------- | -------- | ---- |
| T. max. media (°C)  | 5    | 8,4  | 13,9 | 18,3 | 22,4 | 26,7 | 29,1 | 27,9 | 24,4 | 17,8 | 11,2 | 6,0  | 6,5      | 18,2     | 27,9     | 17,8     | 17,6 |
| T. media (°C)       | 1,5  | 4,1  | 8,6  | 12,8 | 17,0 | 21,0 | 23,3 | 22,4 | 19,2 | 13,4 | 7,5  | 2,9  | 2,8      | 12,8     | 22,2     | 13,4     | 12,8 |
| T. min. media (°C)  | −2   | −0,2 | 3,4  | 7,4  | 11,6 | 15,3 | 17,5 | 16,9 | 14,1 | 9,1  | 3,9  | −0,1 | −0,8     | 7,5      | 16,6     | 9,0      | 8,1  |
| Precipitazioni (mm) | 55   | 51   | 56   | 76   | 85   | 76   | 68   | 81   | 84   | 100  | 92   | 67   | 173      | 217      | 225      | 276      | 891  |

## Storia
È comune dal 1144, quando, per concessione di Brescia, acquistò l'autonomia amministrativa. Il toponimo, dal quale traspaiono le sue antiche origini, deriva da Rutilius, nome di un nobile romano, proprietario della zona. Le notizie relative al Medioevo vedono il territorio al centro di contese e teatro di eventi bellici. Citata come Rudiliano in un documento della fine dell'undicesimo secolo, fu a lungo possedimento del capoluogo cittadino, che la trasformò in luogo fortificato, costruendovi un castello, con fossati e torri, a difesa dei propri territori. Coinvolta nelle lotte tra Brescia e le alleate Bergamo e Cremona, nel 1191 vi si svolse una sanguinosa battaglia, detta della Malamorte (o battaglia di Rudiano), che vide la vittoria dei bresciani. Alla fine del XIV secolo il condottiero Giovanni Acuto, comandante delle truppe scaligere, affrontò e sconfisse l'esercito visconteo, guidato da Taddeo Dal Verme. Annessa ai domini veneziani, dopo la battaglia di Maclodio del 1427, fu sottomessa al regime feudale (con Chiari e Roccafranca) al conte di Carmagnola. Il 4 giugno 1528 Rudiano venne saccheggiata dalle truppe tedesche del duca di Brunswich. La storia successiva alla caduta della Serenissima (sul finire del XVIII secolo) ha seguito quella del resto della provincia bresciana, attivamente impegnata nella lotta a sostegno della causa nazionale.

### Simboli
(D.P.R. del 22 luglio 1991)
Sullo stemma in uso fino al 1991 la ruota (róda, in connessione fonetica con il toponimo) era sostenuta da due lupi alati alludenti all'antica famiglia dei Lupatini di cui alcuni membri trasferitisi da Rudiano avrebbero popolato anche il castello di Castrezzato. 
La ruota è anche simbolo delle attività artigiane mentre la torre ricorda quella medioevale che faceva parte del sistema difensivo di Brescia sulla sponda dell'Oglio, comprendente anche Palazzolo, Pontoglio, Chiari, Roccafranca e Orzinuovi.
Il gonfalone è un drappo di azzurro.

## Monumenti e luoghi d'interesse
- Chiesa della Natività di Maria Vergine;
- Chiesa di San Martino Vescovo di Tours (sito Cluniacense), costruita su un'edicola pagana;
- chiesa di Santa Maria della Misericordia (conosciuta come il Santuario della Madonna dei Prati), ricostruita in stile neoclassico e dotata di un apparato d'affreschi interno riconducibile a Giulio Motta (pittore cremonese del XIX secolo);[6]
- Palazzo Fenaroli;
- Villa Grumelli;
- Resti delle mura del castrum romano.

## Società

### Evoluzione demografica
Abitanti censiti

### Etnie e minoranze straniere
Secondo i dati ISTAT al 31 dicembre 2015 la popolazione straniera residente era di 1 104 persone. Le nazionalità maggiormente rappresentate in base alla loro percentuale sul totale della popolazione residente erano:
- Albania 274 (4,70%)
- Kosovo 250 (4,29%)
- Romania 143 (2,45%)
- Marocco 114 (1,96%)
- India 74 (1,27%)

### Istituzioni, enti e associazioni
Il territorio rudianese ospita le sezioni locali di associazioni riconosciute a livello nazionale, come l'A.I.D.O. (Associazione Italiana per la Donazione di Organi, Tessuti e Cellule), l'A.V.I.S.(Associazione dei Volontari Italiani Sangue) e l'A.N.A. (Associazione Nazionale Alpini).
Tra le associazioni di volontariato che operano a livello locale, sono da ricordare l'Associazione Volontari del Soccorso Fraterno (volta alle attività di trasporto e supporto sociale per gli anziani e le persone diversamente abili), l'Associazione Don Pietro Bianchi (attività culturali per gli anziani) e l'Associazione Cure Palliative Maffeo Chiecca.
All'interno del comune sono presenti il Motoclub Rudiano Motori, l'Associazione Rudiano e la sua Musica, l'Associazione don Mario Vesconi, l'A.Ge. (associazione dei genitori impegnati a supporto delle attività scolastiche e culturali dei più giovani) e la Vivi Rudiano (Associazione dei Commercianti e Artigiani Rudianesi).

## Cultura

### Istruzione
Le strutture scolastiche garantiscono la frequenza delle classi dell'obbligo, mentre quelle culturali sono rappresentate dalla presenza di una biblioteca.

### Eventi
La vita solitamente tranquilla della comunità si anima in occasione di alcune manifestazioni ricreative, tra cui la tradizionale festa del 1º Maggio, denominata in dialetto bresciano Arti e mestieri de 'na 'olta ("Arti e mestieri di una volta"). La festa patronale, dedicata alla Natività di Maria Vergine, viene celebrata l'8 settembre.

## Economia
L'agricoltura si mostra molto florida, grazie alle favorevoli caratteristiche del terreno, che consentono proficue coltivazioni di cereali, frumento e foraggi; abbastanza diffuso è anche l'allevamento di avicoli e bovini, seguito da quello di suini, ovini e caprini.
Lo sviluppo industriale ha interessato diversi comparti e in particolare quelli edile, metalmeccanico e tessile, che vedono occupato un cospicuo numero di persone; sul posto sono presenti fabbriche volte alla produzione alimentari, calzaturiera, chimica e di pelletteria. Le aziende del territorio operano, inoltre, nei comparti della stampa, del legno e del vetro nonché di macchinari volti all'agricoltura, alla silvicoltura e alla produzione di bottoni. 
Le attività terziarie, oltre a una buona rete distributiva, comprendono l'esercizio del credito e dell'intermediazione monetaria. Le strutture ricettive offrono possibilità di ristorazione ma non di soggiorno.

### Relazioni
Sebbene non registri un significativo movimento turistico, il Comune di Rudiano vanta intense relazioni di carattere lavorativo dovute principalmente alla presenza degli insediamenti industriali, che consentono di richiamare manodopera dai dintorni. I suoi rapporti con i comuni vicini, ai quali i rudianesi si rivolgono - tra le altre cose - per l'istruzione secondaria di secondo grado e per i servizi ospedalieri, sono piuttosto intensi.

## Infrastrutture e trasporti
I collegamenti viari risultano alquanto agevoli: Rudiano dista appena 4 chilometri dalla strada statale n. 11 Padana superiore e soltanto 17 chilometri la separano dal casello di Rovato, da cui si accede all'autostrada A4 Torino-Trieste. Dal 2014 Rudiano è lambita, al confine nord con Urago d'Oglio, dalla linea ferroviaria ad alta velocità Milano-Venezia, e dal tracciato dell'autostrada A35 BreBeMi. Altrettanto agevole risulta il collegamento con la rete ferroviaria: la stazione di riferimento, sulla linea Milano-Venezia, si trova infatti solo a 8 chilometri. Per i voli nazionali e internazionali lo scalo più vicino è quello dell'Aeroporto di Bergamo-Orio al Serio ("Il Caravaggio"), mentre per le linee intercontinentali dirette ci si serve dello scalo aeroportuale di Milano-Malpensa. 
Inserita in circuiti turistici, fa capo a Brescia e a Chiari per i servizi e le strutture burocratico-amministrative non presenti sul posto.

## Amministrazione
| Periodo        | Periodo        | Primo cittadino  | Partito                               | Carica  | Note |
| -------------- | -------------- | ---------------- | ------------------------------------- | ------- | ---- |
| 31 maggio 1990 | 14 giugno 1999 | Bruno Rossi      | DC poi lista civica di centrosinistra | Sindaco |      |
| 14 giugno 1999 | 8 giugno 2009  | Pietro Vavassori | lista civica di centrosinistra        | Sindaco |      |
| 8 giugno 2009  | 26 maggio 2014 | Simona Moletta   | lista civica di centrosinistra        | Sindaco |      |
| 26 maggio 2014 | 10 giugno 2024 | Alfredo Bonetti  | lista civica "Cittadini al centro"    | Sindaco |      |
| 10 giugno 2024 | in carica      | Andrea Gallina   | Lista civica "Rudiano Alternativa"    | Sindaco |      |

## Sport
Calcio
La principale squadra di calcio della città è l'A.S.D. Accademia Rudianese. Altre realtà importanti per il territorio in tema calcistico sono il G.S.O. Rudiano e il G.S. Rudiano che onorano il paese rispettivamente nei campionati C.S.I. e A.N.S.P.I., ottenendo risultati di rilevanza regionale e nazionale.
Pallacanestro e pallavolo
Rudiano si vanta della presenza della pallacanestro (G.S.O. Rudiano, che milita nel campionato di Prima Divisione) e della pallavolo femminile e maschile (con l'A.S.D. Volley Rudiano 1992).
Altri sport
Le altre associazioni sportive presenti a Rudiano sono: A.S.D. Tennis Club (tennis), A.S.D. Le Libellule 1993 (ginnastica artistica), Associazione Lolly Pop (twirling), Associazione Shotokan Karate (karate), A.S.D. Carp Fishing 1955 (pesca sportiva, soprattutto pesca alla carpa), Gruppo Pescatori Sportivi (pesca sportiva).